# DJ・イェラ
DJ・イェラ（DJ Yella, 本名: Antoine Carraby, 1967年12月11日 - ）は、アメリカ合衆国カリフォルニア州コンプトン生まれのラッパー、DJ、映画監督である。元N.W.A.（Niggaz With Attitude）のメンバーである。人種は、アフリカ系アメリカ人である。

## 来歴
1986年に、N.W.A.（Niggaz With Attitude）のメンバーとしてデビュー。

## ディスコグラフィー

### N.W.A作品
- 1987 N.W.A. and the Posse
- 1988 Straight Outta Compton
- 1990 en:100 Miles and Runnin'
- 1991 Niggaz4Life